# Rally de Ferrol de 1978
El Rally de Ferrol de 1978 fue la novena edición y la décima cita de la temporada 1978 del Campeonato de España de Rally. Se celebró del 26 al 27 de agosto. La prueba contaba con un itinerario de once tramos pero un incendio entre Puentes de García Rodríguez y Ortigueira obligó la cancelación de seis de ellos. De los treinta y cuatro participantes terminaron veintiuno siendo vencedor Pío Alonso con un Ford Escort por delante de Jorge de Bagration y Marc Etchebers.

## Clasificación final
| Pos. | Piloto             | Copiloto                  | Automóvil                | Tiempo  | Diferencia |
| ---- | ------------------ | ------------------------- | ------------------------ | ------- | ---------- |
| 1.   | Pío Alonso         | Leopold Varela            | Ford Escort RS 1800 MKII | 1:01:00 | 0.0        |
| 2.   | Jorge de Bagration | Nuria Llopis              | Lancia Stratos           | 1:01:11 | +0:11      |
| 3.   | Marc Etchebers     | Marie-Christine Etchebers | Porsche Carrera          | 1:02:31 | +1:31      |
| 4.   | Genito Ortiz       | María Jesús Cabal         | Chrysler 180             | 1:03:17 | +2:17      |
| 5.   | José Manuel Oanes  | Rodríguez                 | Alpine 1800              | 1:04:56 | +3:56      |
| 6.   | Mariano Lacasa     | Lacasa                    | Opel Kadett GT/E         | 1:05:54 | +4:54      |
| 7.   | Ricardo Muñoz      | Javier Arnáiz             | Porsche Carrera          | 1:07:08 | +6:08      |
| 8.   | Carlos Piñeiro     | Iglesias                  | SEAT 1430-1800           | 1:07:13 | +6:13      |
| 9.   | Pablo De Sousa     | Facas                     | Ford Fiesta 1300         | 1:08:53 | +7:53      |
| 10.  | Pardo              | Roca                      | Renault 5 Alpine         | 1:11:10 |            |